# Мохаве (плем'я)

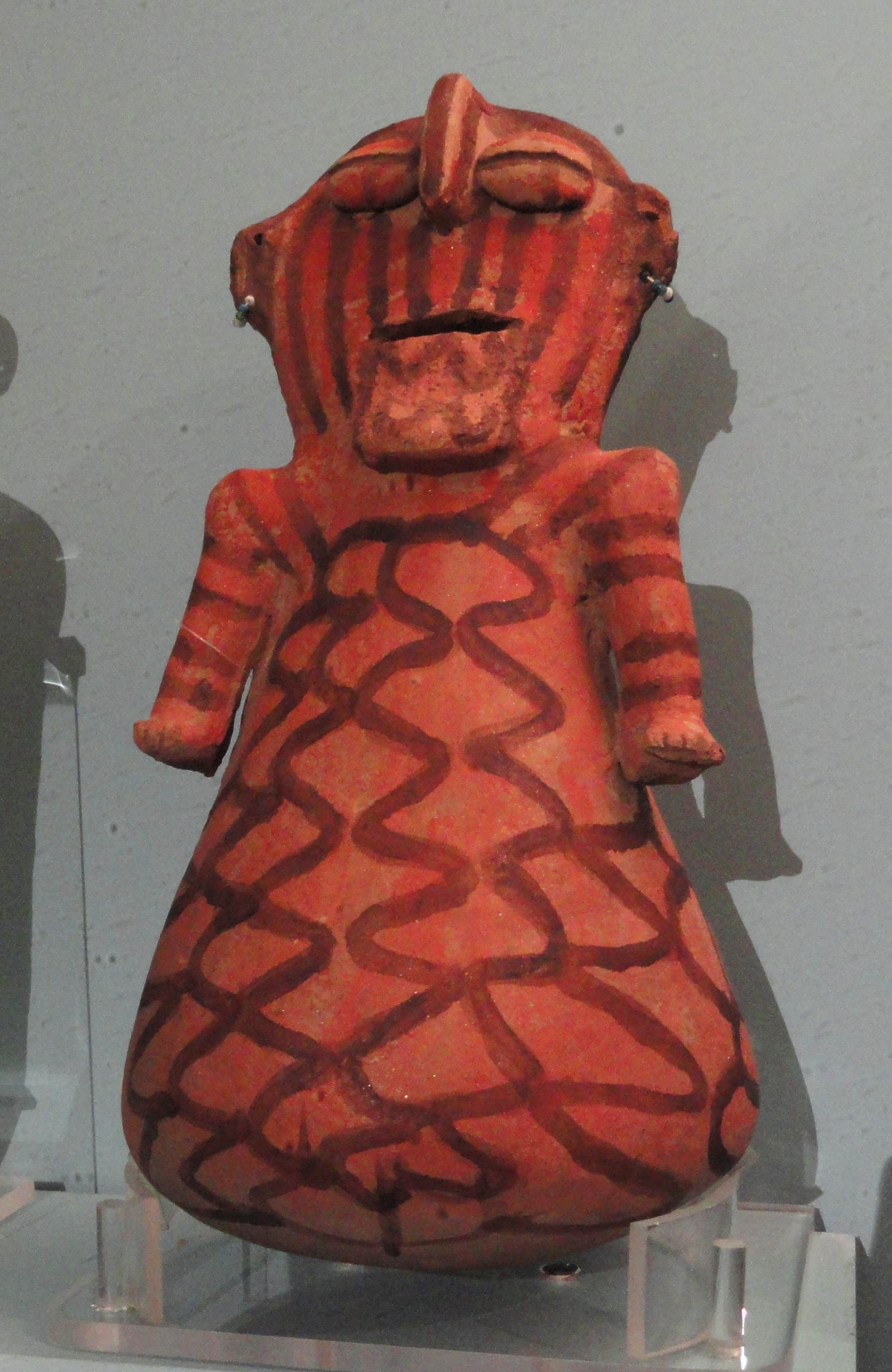
Керамічна фігурка мохаве з червоним ковпаком і сережками; до 1912 року. Музей археології та етнології Пібоді

Мохаве (англ. Mohave, також англ. Mojave) — індіанське плем'я, корінний американський народ, що проживає вздовж річки Колорадо в пустелі Мохаве. Індіанська резервація Форт-Мохаве включає територію в межах Каліфорнії, Аризони та Невади. Індіанська резервація річки Колорадо включає частини Каліфорнії та Аризони і поділяється між представниками народів чемеуеві, хопі та навахо.

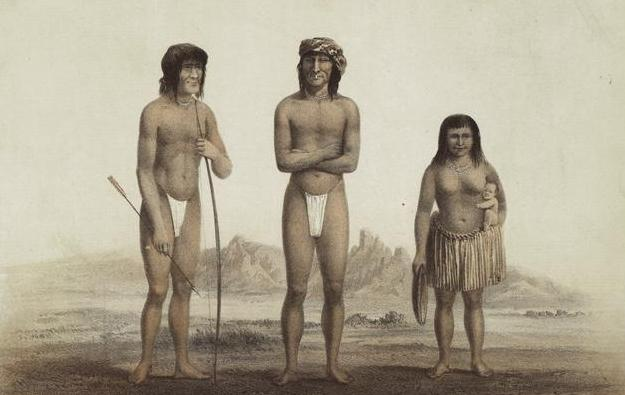
Вожді мохаве Іратаба та Каїрук з жінкою. 1856

Мохаве оселилися в долині Колорадо через те, що ця долина була клаптиком зелені в оточенні безплідної пустелі і зазнавала щорічні повені, які залишали великий поклад родючого мулу. За традицією, посадку починали, як тільки паводкові води відступали. На відміну від деяких фермерів пустелі на сході, чия сільськогосподарська діяльність супроводжувалася значними ритуалами, покликаними забезпечити успіх, мохаве майже повністю ігнорували ритуали, пов'язані з посівами. Окрім землеробства, мохаве займалися рибальством, полюванням та збиранням дикорослих рослин.